# Chiesa di Santo Stefano (Volterra)
La chiesa di Santo Stefano, oggi scomparsa, si trovava a Volterra.
Della chiesa collegiata dedicata al Protomartire, soppressa per decreto granducale nel 1784, restano soltanto i ruderi della facciata romanica e una piccola cappella annessa.